# Амброзія голоколоса
Амброзія голоколоса (Ambrosia psilostachya) — вид рослин із родини айстрових (Asteraceae). Родом з Північної Америки ця рослина поширилась на інші континенти. Шкідливий вид для сільськогосподарських культур — значно знижує врожайність через сильну конкуренцію. З цеї ж причини спричиняє зменшення видового різноманіття. Його пилок є сильним алергеном. 

## Біоморфологічна характеристика
Багаторічник 10–60(100+) см заввишки. Стебла прямовисні. Листки проксимально супротивні, дистально чергові; ніжки листків 0–25 мм (часто ± крилаті); листові пластини від дельтоподібних до ланцетних, 20–60(140) × 8–35(50+) мм, від перисто-зубчастих до 1-перисто-лопатевих, кінцеві краї цілі чи зубчасті, поверхні залозисто-крапчасті. Вид однодомний, рослини мають суцвіття з маточковими й тичинковими квітками. Перші групуються біля основи суцвіття та в пазухах листків, а другі ростуть на кінці. Плід — волохатий чи іноді колючий реп'ях завдовжки ≈ півсантиметра. 2n = 18, 27, 36, 45, 54, 63, 72, 100–104, 108, 144. Цвітіння: липень — жовтень(грудень). Рослина розмножується насінням і проростанням з повзучої кореневої системи.

## Середовище проживання
Батьківщиною є Північна Америка — пд. Канада, США, пн. Мексика; вид адвентивний чи натуралізований у Європі (у т. ч. Україні), Алжирі, ПАР, Тайвані, Австралії.
Населяє порушені ділянки, часто вологі, лужні, глинисті ґрунти; на висотах 0–2200 метрів.

## Використання
Ця рослина мала ряд лікарських застосувань у кількох різних індіанських племен, включаючи народ шаєнів, кумеяай (дієґено) і кайова. Ambrosia psilostachya містить групу фітохімічних речовин, які називаються псилостахінами.

## Галерея

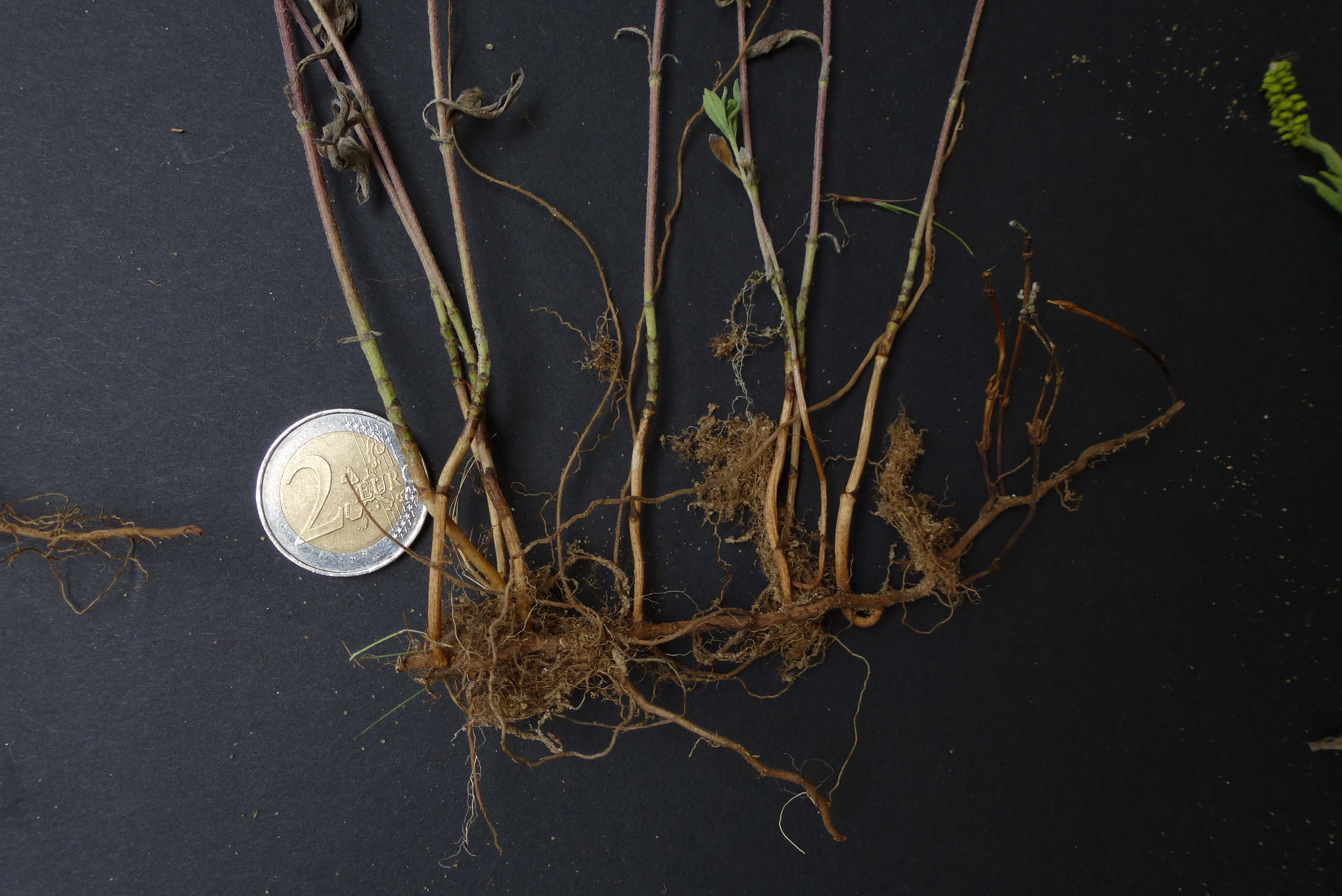
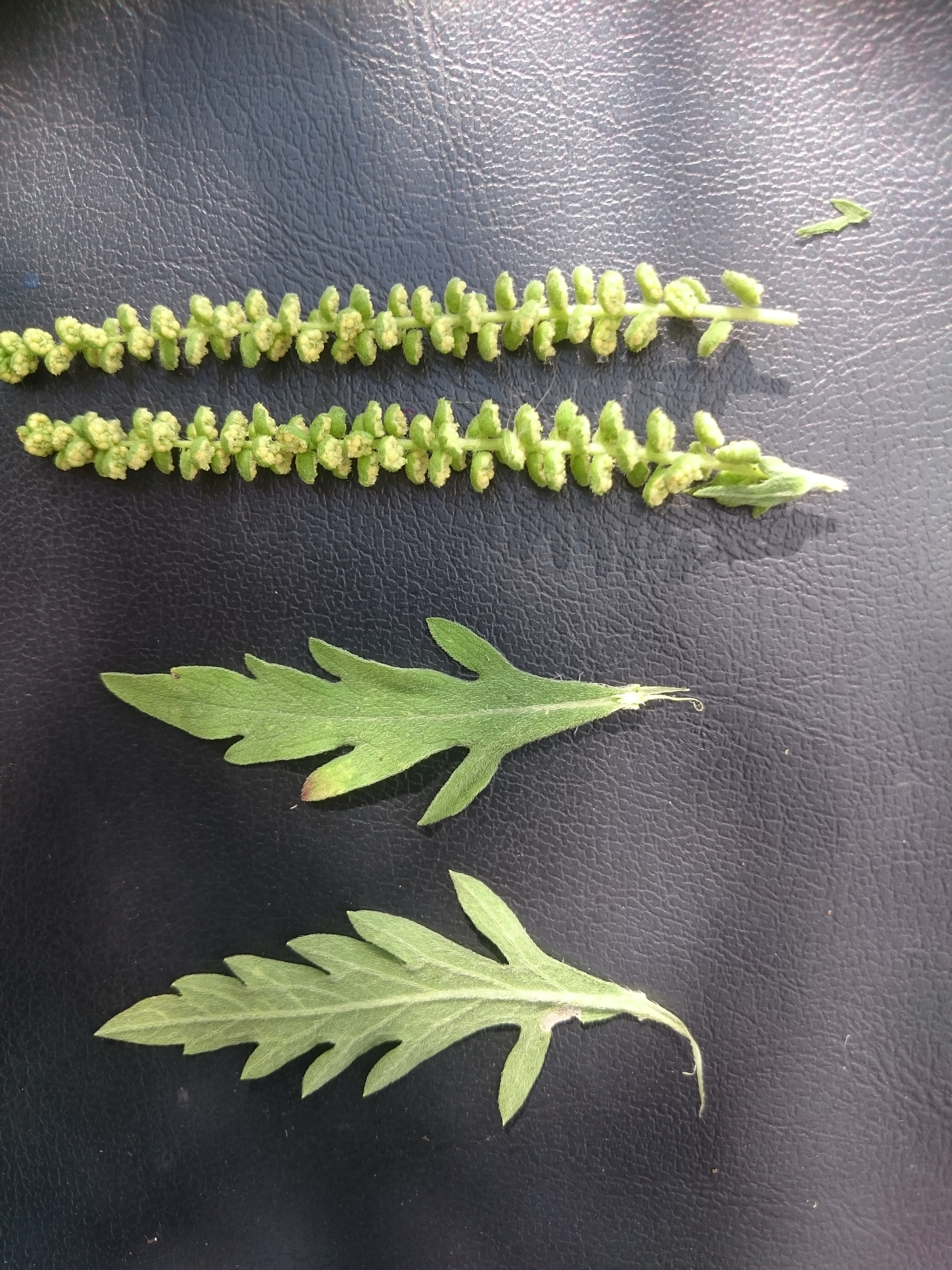
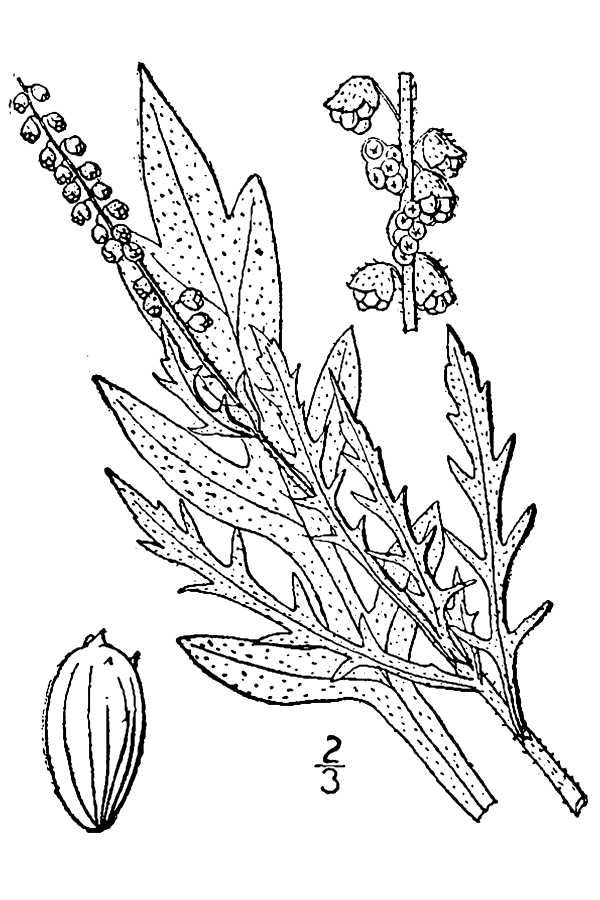